# Золотий кубок КОНКАКАФ 2017 (кваліфікація)
Плей-оф кваліфікації Золотого кубка КОНКАКАФ 2017 (англ. 2017 CONCACAF Gold Cup qualification (CFU–UNCAF play-off)) — двоматчева зустріч, яка пройшла 24 і 28 березня 2017 року для визначення останньої команди, що кваліфікується на Золотий кубок КОНКАКАФ 2017 року.

## Передумови
У матчах зустрілись п'ята команда Карибського кубка 2017 року збірна Гаїті та Центральномериканського кубка 2017 року збірна Нікарагуа.
Ігри відбулися 24 і 28 березня 2017 року під час єдиного міжнародного вікна на календарі ФІФА між Карибським кубком 2017 року і Золотим кубком КОНКАКАФ 2017 року. Жеребкування порядку матчів було проведене в штаб-квартирі КОНКАКАФ у Маямі-Біч, штат Флорида, 3 лютого 2017 року 12:00 EST (UTC−5).
Нікарагуа поступилась у першій грі 3:1, але вдома виграла 3:0, завбивши усі три голи в останню десятихвилинку матчу, і вийшла на Золотий кубок КОНКАКАФ вперше з 2009 року.

## Матчі

### Перший матч
| 24 березня 2017 19:00 UTC−4 |

| Гаїті                  | 3–1      | Нікарагуа    |
| ---------------------- | -------- | ------------ |
| Луї 18', 55' Гер'є 40' | Протокол | Чаваррія 86' |

| «Сільвіо Катор», Порт-о-Пренс Арбітр: Дрю Фішер (Канада) |

### Другий матч
| 28 березня 2017 19:00 UTC−6 |

| Нікарагуа                    | 3–0      | Гаїті |
| ---------------------------- | -------- | ----- |
| Баррера 82' (пен.), 86', 88' | Протокол |       |

| «Національний стадіон», Манагуа Арбітр: Хорхе Рохас (Мексика) |

 Нікарагуа виграла з рахунком 4:3 за сумою двох матчів та кваліфікувалася на Золотий кубок КОНКАКАФ 2017 року.